# Нарроус (Виргиния)
Нарроус (англ. Narrows) — город в округе Джайлс  в штате Виргиния США. По данным переписи 2020 года, численность населения составляла 2093 человека.

## Население
| 2010 | 2020  |
| ---- | ----- |
| 2029 | ↗2093 |